# Krilon själv
Krilon själv är en roman av Eyvind Johnson utgiven 1943.
Det är den tredje delen i trilogin Krilon som i allegorisk form skildrar andra världskrigets återverkningar på en liten grupp samtalande stockholmare.